# Machine Messiah
Albums de Sepultura
The Mediator Between Head and Hands Must Be the Heart
(2013) Quadra
(2020)
Machine Messiah est le quatorzième  album studio du groupe de thrash metal brésilien Sepultura, sorti le 13 janvier 2017 sous le label Nuclear Blast.

## Liste des chansons[2]
| No  | Titre                              | Durée |
| --- | ---------------------------------- | ----- |
| 1.  | Machine Messiah                    | 5:54  |
| 2.  | I Am the Enemy                     | 2:27  |
| 3.  | Phantom Self                       | 5:30  |
| 4.  | Alethea                            | 4:31  |
| 5.  | Iceberg Dances                     | 4:41  |
| 6.  | Sworn Oath                         | 6:09  |
| 7.  | Resistant Parasites                | 4:58  |
| 8.  | Silent Violence                    | 3:46  |
| 9.  | Vandals Nest                       | 2:47  |
| 10. | Cyber God                          | 5:22  |
| 11. | Chosen Skin (Bonus)                | 3:17  |
| 12. | Ultraseven No Uta (Bonus; reprise) | 1:18  |

## Crédits
- Derrick Green - chant
- Andreas Kisser - guitare, chœurs
- Paulo Jr. - guitare basse, chœurs
- Eloy Casagrande - batterie, percussions